# Аконо, Жан-Поль
Жан Поль Аконо (фр. Jean-Paul Akono; род. 1 января 1952, Яунде) — камерунский футболист и тренер, приводивший к победе сборную Камеруна на Олимпийских играх в Сиднее.

## Биография
Будучи футболистом выступал за местные клубы. В 1972 году был в заявке национальной сборной на домашнем Кубке африканских наций. На нём Аконо вместе с командой завоевал бронзовые медали. В 1979—1980 гг. футболист дважды становился чемпионом Камеруна в составе «Канон Яунде». Также он побеждал африканских врокубках: Лиге чемпионов и в Кубке обладателей Кубков.
После окончания карьеры Аконо стал тренером. В 2000 году он руководил сборной на Олимпийских играх в Сиднее. На них Камерун сенсационно завоевал золотые медали. В 2001 году он руководил Камеруном в отборочных матчах к ЧМ-2002. Некоторое время Аконо проработал на посту главного тренера сборной Чада.
В 2012 году специалист вновь стал наставником Камеруна. Однако вскоре по состоянию здоровья Аконо ушел со своей должности. У него была обнаружена церебрально-сосудистая недостаточность, которая парализовала почти всю правую сторону его тела. Благодаря капитану сборной Самюэлю Это’о специалист отправился на лечение во Францию.

## Достижения

### Футболиста
- Победитель Лиги чемпионов КАФ (1) — 1980.
- Победитель Кубка обладателей Кубков КАФ (1) — 1979.
- Чемпион Камеруна (2) — 1979, 1980.
- бронзовый призёр Кубка африканских наций (1) — 1972

### Тренера
- Олимпийский чемпион (1) — 2000.